# Animomyia turgida
Animomyia turgida är en fjärilsart som beskrevs av Frederick H. Rindge 1974. Animomyia turgida ingår i släktet Animomyia och familjen mätare. Inga underarter finns listade i Catalogue of Life.